# Alice N’ Chains
Alice N' Chains — американская глэм-металлическая группа из Сиэтла, штат Вашингтон, образованная в 1986 году бывшими участниками Sleze. 
Ещё во время участия в составе группы Sleze возникла идея о том, чтобы сменить название на «Alice in Chains» (с англ. — «Алиса в цепях»). Чтобы избежать ассоциаций с женским рабством и BDSM-тематикой, группа решила записать название в виде «Alice N 'Chains». Музыканты выступали в течение года и записали две демозаписи, после чего расстались в 1987 году, оставшись в дружеских отношениях. 
Один из участников коллектива, Лейн Стэйли, через несколько месяцев присоединился к другой группе. У нового коллектива не было названия, поэтому Лейн предложил вернуться к отвергнутому ранее варианту «Алиса в цепях». Это стало началом группы Alice in Chains.

## История

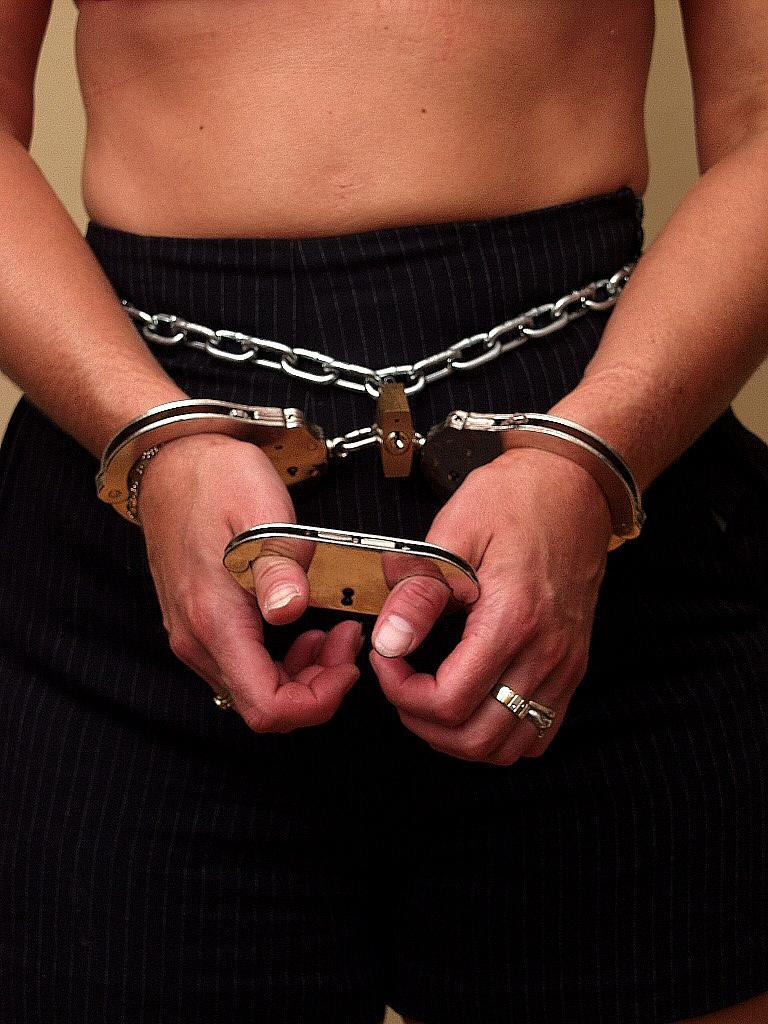
Бондаж с цепями и наручниками

Вокалист Лейн Стэйли, гитарист Ник Поллок, басист Джонни Баколас и барабанщик Джеймс Бергстрём впервые собрались в составе группы Sleze в 1986 году. Баколас, являвшийся одним из основателей Sleze, вернулся в группу после непродолжительного пребывания в группе Ascendant. Изначально в Sleze он играл на гитаре, но после возвращения взял в руки бас-гитару. По словам Баколаса, именно после воссоединения стал подниматься вопрос о смене названия группы: 

Мы говорили о различных концепциях для пропусках за кулисы. Например, на пропуске могло быть написано: «Sleze: Добро пожаловать в Страну Чудес». Это закончилось тем, что мы начали обсуждать изменение названия группы. И мы говорили: «„Алиса в Стране Чудес“? Как насчет того, как насчет этого? Может быть … „Алиса в цепях“? Мы могли бы заключить её в бондаж!» Мне понравилось, как звучит «Алиса в цепях». Я помню, что вернулся на следующую репетицию группы и рассказал парням. Проблема заключалась в отсылке к женскому рабству, на что наши родители ни за что не пошли бы. Мама Лейна была очень строгой христианкой. Таким образом, мы в конечном итоге мы изменили название на «Alice N' Chains», что сделало его более похожим на «Алиса и цепи». 

Тем не менее мать Стэйли Нэнси МакКаллум отнеслась к этому с неодобрением: 

Я ещё могла понять шутку с названием Sleze. Но когда Лейн пришел домой и сказал, что они меняют имя на «Alice N' Chains», мне это не понравилось. Я сказала: «Дорогой, это женский бондаж. Вы не станете использовать такое имя — это оттолкнёт вашу женскую аудиторию. Я в этом абсолютно уверена». Он был непреклонен, но и я тоже. Впервые в жизни я не разговаривала с ним почти две недели, меня это беспокоило, я чувствовала себя оскорблённой. Как мог мой ребенок выбрать название группы, такое как «Алиса в цепях»?

Джонни Баколас утверждал, что решение использовать букву «N» с апострофом в названии группы не имело ничего общего с лос-анджелесской группой Guns N' Roses. Переименование произошло в 1986 году, за год до того, как название «Guns N' Roses» было у всех на слуху после выпуска их первого альбома Appetite for Destruction в июле 1987 года. 
По словам Стэйли, они выбрали это название, потому что собирались переодеваться в женскую одежду и играть хэви-метал в шутку.

## Дискография
Alice N' Chains записали две демозаписи, известные в основном как «Демо № 1» и «Демо № 2», обе в 1987 году. Физические копии аудиокассет являются раритетными, так как было выпущено всего сто экземпляров «Демо № 1».
Подготовка к записи «Демо № 1» началась в то время, как группы ещё называла себя Sleze. На бас-гитаре тогда играл Майк Митчелл, и по словам продюсера Тима Бранома именно Митчелла можно услышать на треках «Fat Girls» и «Over the Edge». Запись этих двух композиций проходила в London Bridge Studios с участием основавших студию братьев Рика и Раджа Парашара. Несколько месяцев спустя Митчелл покинул группу, и Баколас снова стал басистом. Они записали ещё одну песню под названием «Lip Lock Rock», которая также вошла в первое демо группы, а затем сменили название на Alice N' Chains.
Демо № 1 — список композиций
1. «Lip Lock Rock» — 4:24
2. «Fat Girls» — 3:39
3. «Over the Edge» — 2:44

Демо № 2 — список композиций
1. «Sealed with a Kiss» — 2:49
2. «Ya Yeah Ya» — 3:11
3. «Glamorous Girls» — 2:48
4. «Don’t Be Satisfied» — 3:27
5. «Hush, Hush» — 2:29
6. «Football» — 2:01

## После распада группы
Вскоре после распада Alice N' Chains Стэйли присоединился к другой группе музыкантов во главе с гитаристом Джерри Кантреллом, которая в итоге была названа Alice in Chains. Эта группа приобрела международную известность как часть гранж-движения начала 1990-х, вместе с другими группами из Сиэтла, такими как Nirvana, Pearl Jam и Soundgarden. Стэйли также сформировал супергруппу Mad Season вместе с гитаристом Pearl Jam Майком МакКриди и барабанщиком Screaming Trees Барреттом Мартином.
Ник Поллок создал группу My Sister’s Machine, в которой выступал в качестве вокалиста и основного автора текстов. Позже он пел в группе Soulbender, в которой также участвовал гитарист Queensrÿche Майкл Уилтон.
Бергстрём стал одним из основателей группы Second Coming, а позже к нему присоединился и Баколас, заменивший на басу Рона «Junkeye» Холта. Примечательно, что Лейн Стэйли появился в качестве гостя на их дебютном альбоме LOVEvil. Группа подписала контракт с Capitol Records в мае 1998 года, записала еще два студийных альбома и один мини-альбом, просуществовав до 2008 года. После этого Бэколас записывался с группами The Crying Spell и Lotus Crush.